# Kenji Oshiba
Kenji Oshiba (大柴 健二 Oshiba Kenji?), född 19 november 1973 i Yamanashi prefektur, är en japansk före detta fotbollsspelare.
Oshiba började sin karriär 1996 i Urawa Reds. Han spelade 124 ligamatcher för klubben. 2001 flyttade han till Cerezo Osaka. Efter Cerezo Osaka spelade han för Kashiwa Reysol och Yokohama FC. Han avslutade karriären 2003.